# 고준일
고준일(高準一, 1980년 6월 22일 ~ )은 대한민국의 제1·2대 세종특별자치시의원이고, 제6대 충청남도 연기군의원이었다.

## 학력
- 세광고등학교
- 충북대학교 정치학 학사 졸업

### 비학위 수료
- 고려대학교 인문정보대학원 인문과학 석사 졸업

## 경력
- (사)인간성회복운동추진협의회 교육지원팀장
- 학교를 사랑하는 학부모모임 대외협력국장
- 행정수도범시민사회대책위원회 집행간사
- 행정도시 사수 연기군 대책위원회 위원
- 민주당 충남도당 총무국장
- 세종시 발전위원회 집행위원장
- 2011.04 ~ 2012.06 제6대 충청남도 연기군의회 의원
- 민주통합당 민원실 차장
- 민주통합당 충남도당 총무국장
- 2012.07 ~ 2014.06 제1대 세종특별자치시의회 의원
- 2012.07 ~ 2014.06 제1대 세종특별자치시의회 후반기 교육위원회 위원
- 아름초등학교 운영위원회 위원
- 세종시 교육행정협의회 위원
- 세종시 학급급식비심의위원회 위원
- 세종시 영구임대주택 삶의 질 향상위원회 위원
- 2014.03 ~ 2015.12 새정치민주연합
- 새정치민주연합 정책조정위원회 부위원장
- 2014.07 ~ 2018.06 제2대 세종특별자치시의회 의원
- 2014.07 ~ 2016.07 제2대 세종특별자치시의회 전반기 산업건설위원장
- 2015.12 ~ 더불어민주당
- 2016.07 ~ 2018.06 제2대 세종특별자치시의회 후반기 의장

## 수상
- 서울시장상 수상
- 2014 대한민국지역사회 공헌대상 대상
- 2016 전국시도의회의장협의회 우수의정 대상

## 역대 선거 결과
|  | 15.99% |

|  | 40.87% |

|  | 58.23% |